# 波迪爾

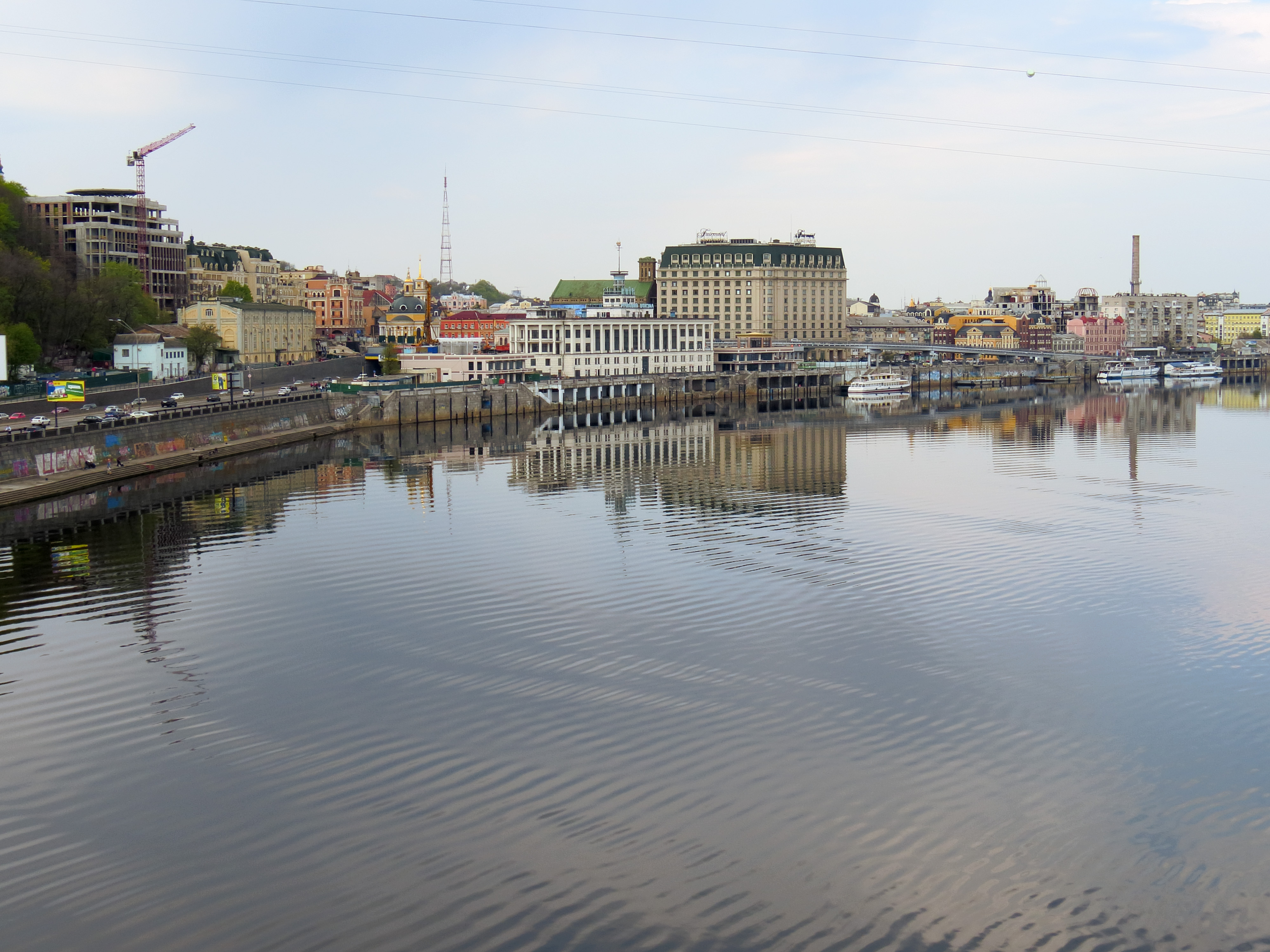

波迪尔（羅馬化：Podil）是烏克蘭首都基輔的一個歷史街區，也是基輔歷史最古老的地區之一，是基輔的貿易和工商業誕生之地。波迪爾擁有眾多歷史建築和地標，在行政區劃上波迪爾屬於波迪爾區。基輔纜車途徑波迪爾區。

## 外部連結
- Historical photos of Podil （页面存档备份，存于） （俄文）